# Corupția în Comore
Corupția din Comore urmează tiparele cunoscute ale corupției de stat, și anume funcționarii guvernamentali care abuzează de puterile lor politice pentru a obține beneficii private în Comore.
În Indicele de percepție a corupției din 2023 al Transparency International, Comore a obținut un punctaj de 20 pe o scară de la 0 („foarte corupt”) la 100 („necorupt”). În funcție de punctaj, Comore s-a clasat pe locul 162 din cele 180 de țări din Index, unde țara clasată pe primul loc este percepută ca având cel mai onest sector public. Pentru comparație cu scorurile la nivel mondial, cel mai bun scor a fost 90 (locul 1), scorul mediu a fost 43, iar cel mai slab scor a fost 11 (locul 180). Pentru comparație cu scorurile regionale, scorul mediu în rândul țărilor din Africa Subsahariană a fost 33. Cel mai mare scor din Africa Subsahariană a fost 71, iar cel mai mic scor a fost 11.

## Cazuri

### Scandalul vânzărilor de pașapoarte din Comore
Sistemul de vânzare a pașapoartelor din Insulele Comore a fost creat în 2006 de fostul om de afaceri Bashar Kiwan și de președintele de atunci al Insulelor Comore, Abdallah Sambi, și a rămas în vigoare cu succesorul său, Ikililou Dhoinine.
Programul de cetățenie prin investiții a fost prezentat ca o soluție bilaterală pentru atingerea obiectivelor duble de dezvoltare a infrastructurii Insulelor Comore și de „rezolvare” a problemei apatrizilor rezidenți în statele arabe din Golful Persic. Mai exact, programul ar permite Emiratelor Arabe Unite și Kuweitului să cumpere cetățenia pentru 4.000 de familii apatride din aceste țări, cunoscute sub numele de Bidoon, în schimb, arhipelagul sărac din Oceanul Indian ar primi 200 de milioane de dolari pentru a fi cheltuiți în proiecte de dezvoltare. Cu toate acestea, Kiwan și anturajul ambilor foști președinți au deturnat fonduri în valoare de peste 45 de milioane de dolari, în timp ce țara nu a văzut niciun ban care să fie direcționat către vreun plan de dezvoltare pentru îmbunătățirea țării. De asemenea, s-a descoperit că pașapoartele erau vândute prin canale neoficiale oricărei persoane la prețul corect.
Baza de date oficială a arătat că aproape 48.000 de străini - dintre care majoritatea bidooni - au primit pașapoarte, cu aproximativ 6.000 mai mult decât numărul oficial aprobat de președinte, subliniind amploarea vânzărilor în afara canalelor oficiale. Prima fază a programului, sub conducerea lui Sambi, care a fost la putere între 2006 și 2011, a fost menită să aducă Insulelor Comore 200 de milioane de dolari în schimbul acordării cetățeniei pentru 4.000 de familii apatride. Oficialii din Emiratele Arabe Unite au declarat că au plătit banii integral, însă raportul a afirmat că nu există nicio urmă a banilor în conturile publice din Comore.
În august 2018, autoritățile din Comore i-au acuzat pe fostul președinte Ahmed Abdullah Sambi, Ikililou Dhoinine, Bachar Kiwan și alți directori ai Comoro Gulf Holdings, compania care a facilitat vânzarea pașapoartelor, de corupție, deturnare de fonduri publice și falsificare în legătură cu vânzarea pașapoartelor din Comore. Sambi a fost încarcerat, iar în septembrie 2018 a făcut apel la Curtea Supremă pentru a i se acorda acces nerestricționat la avocatul său pentru a se apăra în cazul de corupție. Generalul-maior Mazen Al-Jarrah, fostul subsecretar adjunct al Ministerului de Interne din Kuweit, care a anunțat schema Insulelor Comore în Kuweit, a fost ulterior condamnat în februarie 2021 pentru primirea de mită pentru facilitarea traficului de persoane.
Între 21 și 24 noiembrie 2022, Ahmed Abdullah Sambi, Bashar Kiwan, Majd Suleiman și alți directori ai Comoro Gulf Holdings au fost judecați pentru înaltă trădare, deturnare de fonduri și spălare de bani din fonduri publice comoriene care ar fi fost deturnate din programul de cetățenie economică. Procurorii au cerut condamnarea pe viață a fostului președinte și a complicilor săi. Sambi a fost găsit vinovat și condamnat la închisoare pe viață, fostul vicepreședinte Mohamed Ali Soilihi a fost condamnat la 20 de ani, iar Bashar Kiwan a fost condamnat la 10 ani.

## Notă explicativă
1. ↑  Angola, Benin, Botswana, Burkina Faso, Burundi, Camerun, Capul Verde, Republica Centrafricană, Ciad, Comore, Republica Democrată Congo, Djibouti, Guineea Ecuatorială, Eritreea, Etiopia, Gabon, Gambia, Ghana, Guineea, Guineea-Bissau, Kenya, Lesotho, Republica Congo, Swaziland, Liberia, Madagascar, Malawi, Mali, Mauritania, Namibia, Niger, Nigeria, Rwanda, Sao Tome și Principe, Senegal, Seychelles, Sierra Leone, Somalia, Sudanul de Sud, Sudan, Tanzania, Togo, Uganda, Zambia și Zimbabwe.